# شهرستان بدفورد (تنسی)
شهرستان بدفورد، تنسی (به انگلیسی: Bedford County, Tennessee) یک سکونتگاه مسکونی در ایالات متحده آمریکا است که در تنسی واقع شده‌است.

## خصوصیات
شهرستان بدفورد ۱٬۲۳۰ کیلومترمربع مساحت دارد.